# Księżna Łowicka
Pour plus de détails, voir Fiche technique et Distribution.
Księżna Łowicka est un film polonais réalisé par Mieczysław Krawicz et Janusz Warnecki, sorti en 1932.

## Fiche technique
- Titre : Księżna Łowicka
- Titre original : Księżna Łowicka
- Réalisation : Mieczysław Krawicz et Janusz Warnecki
- Scénario : Witold Brumer d'après une nouvelle de Wacław Gąsiorowski
- Musique : Feliks Rybicki
- Photographie : Zbigniew Gniazdowski
- Montage :
- Costumes :
- Société de production :
- Pays d'origine :  Pologne
- Format :
- Genre :
- Durée : 89 minutes (1 h 29)
- Date de sortie :
  - Pologne : 9 septembre 1932

## Distribution
- Jadwiga Smosarska : la duchesse Joanna Grudzińska
- Stefan Jaracz : le grand duc Constantin Pavlovitch de Russie
- Józef Węgrzyn : le major Walerian Łukasiński
- Stanisław Gruszczyński : le poète Alojzy Szczygieł
- Artur Socha : Piotr Wysocki
- Aleksander Zelwerowicz : Broniec, le père de Joanna
- Amelia Rotter-Jarnińska : la mère de Joanna
- Loda Niemirzanka : Joanna, la femme de ménage
- Jan Szymański : le général Dmitrij Kuruta (pl)
- Lucjan Żurowski : le général Gendze